# だぁくねす☆めもりぃず
「だぁくねす☆めもりぃず」は、時東ぁみの楽曲。作詞・作曲のクレジットが「colopl」と表記されている。時東の2作目の配信限定シングルとして2020年9月18日にリリースされた。

## 概要
前作「バイバイと手を振る私には涙の跡」より約8年ぶりのシングルで、配信限定シングルとしては「一生一緒」以来、約11年10ヶ月ぶりとなる。
iOS、Android向けゲームアプリ『クイズRPG 魔法使いと黒猫のウィズ』の関連イベント「聖サタニック女学院3 Darkness Memories」の主題歌に起用された。2020年2月18日、本曲を使用したゲームのオープニング映像がYouTubeで公開された。
オリジナルとインストゥルメンタルバージョンはコンピレーションアルバム『魔法使いと黒猫のウィズ 7th Anniversary Original Soundtrack Vol.3』にも収録されている。

## 収録曲
| 全作詞・作曲・編曲: colopl。 |                           |        |            |  |      |
| #                            | タイトル                  | 作詞   | 作曲・編曲 |  | 時間 |
| 1.                           | 「だぁくねす☆めもりぃず」 | colopl | colopl     |  | 3:59 |